# Charles-Mathurin Deschamps-Couturier
Charles-Mathurin Deschamps-Couturier (Lancé, 2 février 1752 - Vendôme, 14 octobre 1825) est un homme politique français.

## Biographie
Né le 2 février 1752 à Lancé (Loir-et-Cher), Charles-Mathurin Deschamps dit Deschamps-Couturier à la Révolution est le fils de Mathurin Deschamps, notaire royal, et de Marie Marin des Brosses.
Issu d'une famille de la bourgeoisie de robe, il occupe avant la Révolution des fonctions d'avocat au parlement et de procureur du roi au bailliage de Vendôme. 
En 1778, il épousa à Vendôme Suzanne-Madeleine Couturier, fille de Jacques-Jean, marchand, procureur du roi au bailliage de Vendôme et conseiller du roi élu en l'élection de Vendôme.
À l'époque révolutionnaire, il donne asile à des prêtres réfractaires et fait célébrer des messes publiques chez lui, ce qui lui vaut une incarcération. Il est ensuite élu, le 22 germinal an V, député de Loir-et-Cher au Conseil des Cinq-Cents.
Le gouvernement consulaire le nomme, le 28 floréal an VIII, juge au tribunal civil de Vendôme.